# هنري إم. هايمز
هنري إم. هايمز هو محامي وسياسي أمريكي، ولد في 4 مارس 1806 في تشارلستون في الولايات المتحدة، وتوفي في 25 يونيو 1875 في نيو أورلينز في الولايات المتحدة. نشط حزبياً في الحزب الديمقراطي. وقد انتخب عضو مجلس ولاية لويزيانا ‏.